# Вувер
Вувер (Йылме: Вувер, произношение: βuβe•r) — ведьма или злой женский дух, появляющаяся в фольклоре уралоязычного народа мари.
Указывалось, что оно родственно Вубару (чувашский язык: Вупӑр), встречающемуся в чувашском фольклоре подобно упырю, вурдалака, вампиру или кровососу
Название Вувер, кратер на спутнике Урана Умбриэль, происходит от Вувера.
Марийский иногда группируют вместе с соседними мордовскими языками как волжско-финский язык, а также относят к финно-угорским языкам наряду с несколько отдаленным финским языком. Марийская мифология представляет собой сочетание мордовской мифологии, финской мифологии и других языков, принадлежащих к финно-угорской языковой группе (мифология коми, удмуртская мифология, ханты-мансийская мифология, эстонская мифология, венгерская мифология и другие).